# ایان فریر
ایان فریر (به انگلیسی: Ian Freer) مؤلف ناداستان و سردبیر مجله فیلم بریتانیایی که کتاب‌های متعددی در رابطه با فیلم نوشته است. تازه‌ترین کار او اسپیلبرگ کامل (به انگلیسی: The Complete Spielberg) راهنمایی به فیلم‌های استیون اسپیلبرگ بود.
وی در حال حاضر در مجله فیلم امپایر کار می‌کند و یکی از منتقدان ارشد آن‌ها و همینطور دستیار سردبیر مجله است.